# Ligularia liatroides
Ligularia liatroides là một loài thực vật có hoa trong họ Cúc. Loài này được (C.Winkl.) Hand.-Mazz. mô tả khoa học đầu tiên năm 1938.